# Liste des stations du métro de Lausanne
Pour un article plus général, voir Métro de Lausanne.
La liste des stations du métro de Lausanne, en Suisse, comprend 28 stations, depuis le 27 octobre 2008. La plupart des stations du métro sont accessibles aux personnes à mobilité réduite.
Pour alléger les tableaux, seules les correspondances avec les trains sont données. Les autres correspondances, notamment avec les lignes de bus, sont reprises dans les articles de chaque station.

## Stations en service
Le tableau ci-dessous présente la situation existante, faisant abstraction de tout ce qui est à l'état de projet ou en construction.
| Station                | Ligne(s)          | Rang alphabétique | Date d'ouverture, | Situation   | Commune                         | Fréquentation annuelle | Correspondance (Chemin de fer)                                                         | Particularité (précédent nom)                                                                                    | Image                  |
| ---------------------- | ----------------- | ----------------- | ----------------- | ----------- | ------------------------------- | ---------------------- | -------------------------------------------------------------------------------------- | --- | ---------------------- |
| Bassenges              | (M) · (M1)        | 1                 | 2 juin 1991       | Aérienne    | Lausanne                        |                        |                                                                                        | Voie unique | Bassenges              |
| Bessières              | (M) · (M2)        | 2                 | 27 octobre 2008   | Souterraine | Lausanne                        | 1,297 millions (2012)  |                                                                                        | | Bessières              |
| Bourdonnette           | (M) · (M1)        | 3                 | 2 juin 1991       | Aérienne    | Lausanne                        |                        |                                                                                        | | Bourdonnette           |
| Cerisaie               | (M) · (M1)        | 4                 | 2 juin 1991       | Aérienne    | Écublens, Chavannes-près-Renens |                        |                                                                                        | | Cerisaie               |
| CHUV                   | (M) · (M2)        | 5                 | 27 octobre 2008   | Souterraine | Lausanne                        | 1,577 millions (2012)  |                                                                                        | |                        |
| Crochy                 | (M) · (M1)        | 6                 | 2 juin 1991       | Aérienne    | Écublens, Chavannes-près-Renens |                        |                                                                                        | | Crochy                 |
| Croisettes             | (M) · (M2)        | 7                 | 27 octobre 2008   | Souterraine | Épalinges                       | 1,308 millions (2012)  |                                                                                        | | Croisettes             |
| Délices                | (M) · (M2)        | 8                 | 27 octobre 2008   | Souterraine | Lausanne                        | 821 000 (2012)         |                                                                                        | |                        |
| Epenex                 | (M) · (M1)        | 9                 | 2 juin 1991       | Aérienne    | Écublens                        |                        |                                                                                        | |                        |
| EPFL                   | (M) · (M1)        | 10                | 2 juin 1991       | Aérienne    | Écublens                        |                        |                                                                                        | | EPFL                   |
| Fourmi                 | (M) · (M2)        | 11                | 27 octobre 2008   | Souterraine | Lausanne                        | 388 000 (2012)         |                                                                                        | |                        |
| Grancy                 | (M) · (M2)        | 12                | 27 octobre 2008   | Souterraine | Lausanne                        | 816 000 (2012)         |                                                                                        | | Grancy                 |
| Jordils                | (M) · (M2)        | 13                | 1898              | Souterraine | Lausanne                        | 461 000 (2012)         |                                                                                        | |                        |
| Lausanne-Flon          | (M) · (M1) · (M2) | 14                | 16 mars 1877      | Souterraine | Lausanne                        | 5,441 millions (2012)  | (Gare de Lausanne-Flon)                                                                | | Lausanne-Flon          |
| Lausanne-Gare          | (M) · (M2)        | 15                | 16 mars 1877      | Souterraine | Lausanne                        | 6,129 millions (2012)  | RER Vaud : R1 R2 R3 R4 R5 R9 Liaisons nationales et internationales (Gare de Lausanne) | C'est l'une des stations de métro les plus pentues d'Europe avec une pente de 12 % (nom d'origine : Sainte-Luce) | Lausanne-Gare          |
| Malley                 | (M) · (M1)        | 16                | 2 juin 1991       | Souterraine | Lausanne                        |                        | RER Vaud : R1 R3 R4 Liaisons nationales (Halte de Prilly-Malley)                       | | Malley                 |
| Montelly               | (M) · (M1)        | 17                | 2 juin 1991       | Aérienne    | Lausanne                        |                        |                                                                                        | | Montelly               |
| Ouchy-Olympique        | (M) · (M2)        | 18                | 16 mars 1877      | Souterraine | Lausanne                        | 2,038 millions (2012)  |                                                                                        | (jusqu'en 2015 : Ouchy)                                                                                          | Ouchy-Olympique        |
| Ours                   | (M) · (M2)        | 19                | 27 octobre 2008   | Souterraine | Lausanne                        | 1,069 millions (2012)  |                                                                                        | |                        |
| Provence               | (M) · (M1)        | 20                | 2 juin 1991       | Aérienne    | Lausanne                        |                        |                                                                                        | Voie unique | Provence               |
| Renens-Gare            | (M) · (M1)        | 21                | 2 juin 1991       | Aérienne    | Renens                          |                        | RER Vaud : R1 R2 R3 R4 R5 Liaisons nationales (Gare de Renens)                         | | Renens-Gare            |
| Riponne-Maurice Béjart | (M) · (M2)        | 22                | 27 octobre 2008   | Souterraine | Lausanne                        | 2,901 millions (2012)  |                                                                                        | | Riponne-Maurice Béjart |
| Sallaz                 | (M) · (M2)        | 23                | 27 octobre 2008   | Souterraine | Lausanne                        | 1,950 millions (2012)  |                                                                                        | Quai central |                        |
| UNIL-Chamberonne       | (M) · (M1)        | 24                | 2 juin 1991       | Aérienne    | Chavannes-près-Renens           |                        |                                                                                        | (jusqu'en 2017 : UNIL-Dorigny)                                                                                   | UNIL-Chamberonne       |
| UNIL-Mouline           | (M) · (M1)        | 25                | 2 juin 1991       | Aérienne    | Chavannes-près-Renens           |                        |                                                                                        | (jusqu'en 2010 : Mouline)                                                                                        |                        |
| UNIL-Sorge             | (M) · (M1)        | 26                | 2 juin 1991       | Aérienne    | Lausanne                        |                        |                                                                                        | Voie unique | UNIL-Sorge             |
| Vennes                 | (M) · (M2)        | 27                | 27 octobre 2008   | Souterraine | Lausanne                        | 405 000 (2012)         |                                                                                        | |                        |
| Vigie                  | (M) · (M1)        | 28                | 2 juin 1991       | Souterraine | Lausanne                        |                        |                                                                                        | (ancien nom : Chauderon)                                                                                         | Vigie                  |

## Station fermée
| Station   | Ligne(s)             | Mise en service | Fermeture                                                                | Situation |
| --------- | -------------------- | --------------- | ------------------------------------------------------------------------ | --------- |
| Montriond | Métro Lausanne-Ouchy | 16 mars 1877    | 22 janvier 2006 (remplacée en 2008 par les stations Délices et Grancy),. | Aérienne  |